# Šarenjak
Šarenjak (koleus; lat. Coleus), rod biljaka usnatica smješten u podtribus Plectranthinae, dio je tribusa Ocimeae i potporodice Nepetoideae. 
Postoji 320 vrste u tropskom i suptropskom Starom svijetu i australiji

## Etimologija
Latinsko ime roda Coleus potječe od grčke riječi koleos, što znači 'omotač', a odnosi se na spojene prašnike tipske vrste za rod i karakter za koji se nekada smatralo da je dijagnostički za ovaj rod.

## Opis
Šarenjak je član porodice Lamiaceae. Kao i drugi članovi porodice, ima četvrtaste stabljike i nasuprotne listove. Ove biljke potječe iz tropskih krajeva Azije, ali dobro rastu u gotovo svakom okruženju.

## Uzgoj
Za razliku od većine jednogodišnjih biljaka, kultivari šarenjaka uzgajaju se zbog lišća, a ne zbog cvjetova. Listovi imaju širok izbor oblika, veličina i boja.
Biljke Coleus nekoć su bile vrlo popularne u vrtovima viktorijanskog doba, ali sada se vraćaju jer se razvijaju novi kultivari ne samo za nove uzorke lišća, već i za različite uvjete uzgoja.
Povijesno gledano, Coleus su bile biljke koje vole sjenu i nisu podnosile puno sunce, ali neki novi kultivari su otporni na sunce. Biljke narastu između 6 i 36 inča u visinu i često su široke gotovo onoliko koliko su visoke. Razne kombinacije zelene, žute, ružičaste, crvene i kestenjaste uobičajene su boje lišća.

## Vrste
1. Coleus abyssinicus (Fresen.) A.J.Paton
2. Coleus acariformis (P.I.Forst.) P.I.Forst.
3. Coleus achankoviliensis Smitha & A.J.Paton
4. Coleus actites (P.I.Forst.) P.I.Forst.
5. Coleus adenanthus (Dalzell & A.Gibson) A.J.Paton
6. Coleus adenophorus (Gürke) A.J.Paton
7. Coleus aegyptiacus (Forssk.) A.J.Paton
8. Coleus affinis (Gürke) A.J.Paton
9. Coleus albicalyx (Suddee) Suddee
10. Coleus aliciae (Codd) A.J.Paton
11. Coleus alloplectus (S.T.Blake) P.I.Forst. & T.C.Wilson
12. Coleus alpinus Vatke
13. Coleus altanmouiensis (T.C.Wilson, P.I.Forst. & M.A.M.Renner) T.C.Wilson & P.I.Forst.
14. Coleus amboinicus Lour.
15. Coleus amicorum (S.T.Blake) P.I.Forst. & T.C.Wilson
16. Coleus amiculatus (T.C.Wilson, P.I.Forst. & M.A.M.Renner) T.C.Wilson & P.I.Forst.
17. Coleus amoenus (P.I.Forst.) P.I.Forst.
18. Coleus anamudianus (Smitha & Sunojk.) Smitha
19. Coleus angolensis (G.Taylor) A.J.Paton
20. Coleus angulatus (Hedge) A.J.Paton & Phillipson
21. Coleus anthonyi Jebin Joseph & J.Mathew
22. Coleus apoensis Elmer
23. Coleus apreptus (S.T.Blake) P.I.Forst. & T.C.Wilson
24. Coleus apricus (P.I.Forst.) P.I.Forst.
25. Coleus arabicus Benth.
26. Coleus arenicola (P.I.Forst.) P.I.Forst.
27. Coleus argentatus (S.T.Blake) P.I.Forst. & T.C.Wilson
28. Coleus argenteus (Gamble) A.J.Paton
29. Coleus argentifolius (Ryding) A.J.Paton
30. Coleus articulatus (I.M.Johnst.) A.J.Paton
31. Coleus ater A.J.Paton
32. Coleus auriglandulosus (A.J.Paton) A.J.Paton
33. Coleus australis (R.Br.) A.J.Paton
34. Coleus autranii Briq.
35. Coleus barbatus (Andrews) Benth. ex G.Don
36. Coleus bariensis (Ryding) A.J.Paton
37. Coleus batesii (Baker) A.J.Paton
38. Coleus batianoffii (P.I.Forst.) P.I.Forst.
39. Coleus bellus (P.I.Forst.) P.I.Forst.
40. Coleus betonicifolius (Baker) A.J.Paton
41. Coleus bifidus (A.J.Paton) A.J.Paton
42. Coleus bipartitus (P.I.Forst.) P.I.Forst.
43. Coleus bishopianus (Gamble) Smitha & A.J.Paton
44. Coleus blakei (P.I.Forst.) P.I.Forst.
45. Coleus bojeri Benth.
46. Coleus bolavenensis Suddee, Tagane & Rueangr.
47. Coleus botryosus (A.J.Paton) A.J.Paton
48. Coleus bourneae (Gamble) Smitha & A.J.Paton
49. Coleus bracteatus Dunn
50. Coleus brazzavillensis A.Chev.
51. Coleus buchananii (Baker) Brenan
52. Coleus burorum Chiov.
53. Coleus caillei A.Chev.
54. Coleus calaminthoides (Baker) A.J.Paton
55. Coleus calcicola Murata
56. Coleus caldericola (P.I.Forst.) P.I.Forst.
57. Coleus calycinus (Benth.) A.J.Paton
58. Coleus cambodianus (Murata) A.J.Paton
59. Coleus caninus (Roth) Vatke
60. Coleus carnosifolius (Hemsl.) Dunn
61. Coleus cataractarum (B.J.Pollard) A.J.Paton
62. Coleus caudatus (S.Moore) E.Downes & I.Darbysh.
63. Coleus celsus A.J.Paton
64. Coleus centraliafricanus A.J.Paton
65. Coleus chevalieri Briq.
66. Coleus ciliatus (Bramley) A.J.Paton
67. Coleus circinnatus (Hedge) A.J.Paton & Phillipson
68. Coleus coeruleus Gürke ex Engl.
69. Coleus collinus Lebrun & L.Touss.
70. Coleus comosus Hochst. ex Gürke
71. Coleus confertiflorus (A.J.Paton) A.J.Paton
72. Coleus congestus (R.Br.) A.J.Paton
73. Coleus conglomeratus (T.C.E.Fr.) Robyns & Lebrun
74. Coleus crassus (N.E.Br.) Culham
75. Coleus cremnus (B.J.Conn) A.J.Paton
76. Coleus cucullatus (A.J.Paton) A.J.Paton
77. Coleus cuneatus Baker f.
78. Coleus cyanophyllus (P.I.Forst.) P.I.Forst.
79. Coleus cylindraceus (Hochst. ex Benth.) A.J.Paton
80. Coleus daviesii E.A.Bruce
81. Coleus decimus (A.J.Paton) A.J.Paton
82. Coleus decurrens Gürke
83. Coleus deflexifolius (Baker) A.J.Paton
84. Coleus defoliatus (Hochst. ex Benth.) A.J.Paton
85. Coleus descampsii (Briq.) A.J.Paton
86. Coleus dewildemanianus (Robyns & Lebrun) A.J.Paton
87. Coleus dichotomus (A.J.Paton) A.J.Paton
88. Coleus dinteri (Briq.) A.J.Paton
89. Coleus dissitiflorus Gürke
90. Coleus divaricatus A.J.Paton
91. Coleus diversus (S.T.Blake) P.I.Forst. & T.C.Wilson
92. Coleus dolichopodus (Briq.) A.J.Paton
93. Coleus dumicola (P.I.Forst.) P.I.Forst.
94. Coleus duvigneaudii Meers & A.J.Paton
95. Coleus dysophylloides (Benth.) A.J.Paton
96. Coleus efoliatus De Wild.
97. Coleus elliotii (S.Moore) A.J.Paton
98. Coleus elongatus Trimen
99. Coleus eminii (Gürke) A.J.Paton
100. Coleus engleri (Briq.) A.J.Paton
101. Coleus erici-rosenii (R.E.Fr.) A.J.Paton
102. Coleus esculentus (N.E.Br.) G.Taylor
103. Coleus eungellaensis A.J.Paton
104. Coleus excelsus (P.I.Forst.) P.I.Forst.
105. Coleus exilis (A.J.Paton) A.J.Paton
106. Coleus fasciculatus (P.I.Forst.) P.I.Forst.
107. Coleus ferricola Phillipson, O.Hooper & A.J.Paton
108. Coleus foetidus (Benth.) A.J.Paton
109. Coleus foliatus (A.J.Paton) A.J.Paton
110. Coleus forsteri (Benth.) A.J.Paton
111. Coleus fragrantissimus (P.I.Forst.) P.I.Forst.
112. Coleus frederici G.Taylor
113. Coleus fruticosus Wight ex Benth.
114. Coleus galeatus (Poir.) Benth.
115. Coleus gamblei (Smitha & Sunojk.) Smitha
116. Coleus garckeanus Vatke
117. Coleus geminatus (P.I.Forst.) P.I.Forst.
118. Coleus gibbosus A.J.Paton
119. Coleus gigantifolius (Suddee) Suddee
120. Coleus gillettii (J.K.Morton) A.J.Paton
121. Coleus glabriflorus P.I.Forst.
122. Coleus globosus (Ryding) A.J.Paton
123. Coleus goetzenii (Gürke ex Engl. & Gürke) A.J.Paton
124. Coleus gossweileri A.J.Paton
125. Coleus gracilipedicellatus (Robyns & Lebrun) A.J.Paton
126. Coleus gracilis Gürke
127. Coleus gracillimus (T.C.E.Fr.) Robyns & Lebrun
128. Coleus graminifolius (Perkins) A.J.Paton
129. Coleus grandicalyx E.A.Bruce
130. Coleus grandidentatus (Gürke) A.J.Paton
131. Coleus graniticola (A.Chev.) A.J.Paton
132. Coleus gratus (S.T.Blake) P.I.Forst. & T.C.Wilson
133. Coleus graveolens (R.Br.) A.J.Paton
134. Coleus guerkei (Briq.) A.J.Paton
135. Coleus gymnostomus Gürke
136. Coleus habrophyllus (P.I.Forst.) P.I.Forst.
137. Coleus hadiensis (Forssk.) A.J.Paton
138. Coleus hairulii Kiew
139. Coleus hakgalensis Abeys., Kasunika, Haluwana & Nilanka; opisana 2024.
140. Coleus hallii (J.K.Morton) A.J.Paton
141. Coleus harmandii (Doan ex Suddee & A.J.Paton) A.J.Paton
142. Coleus helferi (Hook.f.) A.J.Paton
143. Coleus hereroensis (Engl.) A.J.Paton
144. Coleus heterotrichus Briq.
145. Coleus hijazensis (Abdel Khalik) A.J.Paton
146. Coleus hildei Meerts & A.J.Paton
147. Coleus homblei De Wild.
148. Coleus humulopsis (B.J.Pollard) A.J.Paton
149. Coleus hymalis (J.R.I.Wood) A.J.Paton
150. Coleus idukkianus (J.Mathew, Yohannan & B.J.Conn) Smitha
151. Coleus igniarioides (Ryding) A.J.Paton
152. Coleus igniarius Schweinf.
153. Coleus ignotus (A.J.Paton) A.J.Paton
154. Coleus inflatus Benth.
155. Coleus inselbergi (B.J.Pollard & A.J.Paton) A.J.Paton
156. Coleus insignis (Hook.f.) A.J.Paton
157. Coleus insolitus (C.H.Wright) Robyns & Lebrun
158. Coleus insularis (P.I.Forst.) P.I.Forst.
159. Coleus intraterraneus (S.T.Blake) P.I.Forst. & T.C.Wilson
160. Coleus kaminaensis Meerts & A.J.Paton
161. Coleus kanneliyensis L.H.Cramer & Balas.
162. Coleus kanyakumariensis (Shinoj & Sunojk.) Smitha
163. Coleus kapatensis R.E.Fr.
164. Coleus kirkii (Baker) A.J.Paton
165. Coleus kivuensis Lebrun & Touss.
166. Coleus klossii (S.Moore) P.I.Forst. & T.C.Wilson
167. Coleus koualensis A.Chev.
168. Coleus koulikoroensis A.J.Paton
169. Coleus kundelungensis Meerts & A.J.Patonn
170. Coleus kunstleri (Prain) A.J.Paton
171. Coleus lactiflorus Vatke
172. Coleus laetus (P.I.Forst.) P.I.Forst.
173. Coleus lageniocalyx Briq.
174. Coleus lanceolatus (Bojer ex Benth.) A.J.Paton & Phillipson
175. Coleus lancifolius (Bramley) A.J.Paton
176. Coleus lanuginosus Hochst. ex Benth.
177. Coleus lasianthus Gürke
178. Coleus lateriticola (A.Chev.) Phillipson, O.Hooper & A.J.Paton
179. Coleus laxus (T.C.Wilson & P.I.Forst.) T.C.Wilson & P.I.Forst.
180. Coleus leemannii (N.Hahn) A.J.Paton
181. Coleus leiperi (P.I.Forst.) P.I.Forst.
182. Coleus linarioides Meerts & A.J.Paton
183. Coleus linearifolius (J.K.Morton) A.J.Paton
184. Coleus lisowskii Meerts & A.J.Paton
185. Coleus livingstonei A.J.Paton
186. Coleus longipetiolatus Gürke
187. Coleus lyratus (A.Chev.) Roberty
188. Coleus maculosus (Lam.) A.J.Paton
189. Coleus madagascariensis (Benth.) A.Chev.
190. Coleus magnificus P.I.Forst. & A.J.Paton
191. Coleus malabaricus Benth.
192. Coleus mannii Hook.f.
193. Coleus marrubatus (J.K.Morton) A.J.Paton
194. Coleus marunguensis Meerts & A.J.Paton
195. Coleus megacalyx (A.J.Paton) A.J.Paton
196. Coleus megadontus (P.I.Forst.) P.I.Forst.
197. Coleus melleri (Baker) A.J.Paton & Phillipson
198. Coleus meyeri (Gürke) A.J.Paton
199. Coleus minor (J.K.Morton) A.J.Paton
200. Coleus minutiflorus (Ryding) A.J.Paton
201. Coleus minusculus Meerts & A.J.Paton
202. Coleus minutus (P.I.Forst.) P.I.Forst.
203. Coleus mirabilis Briq.
204. Coleus mirus (S.T.Blake) P.I.Forst. & T.C.Wilson
205. Coleus mitis (R.A.Clement) A.J.Paton
206. Coleus mitwabaensis Meerts & A.J.Paton
207. Coleus modestus (Baker) Robyns & Lebrun
208. Coleus mollis Benth.
209. Coleus monostachyus (P.Beauv.) A.J.Paton
210. Coleus mutabilis (Codd) A.J.Paton
211. Coleus myrianthellus Briq.
212. Coleus mystax Meerts & A.J.Paton
213. Coleus namuliensis E.Downes & I.Darbysh.
214. Coleus neochilus (Schltr.) Codd
215. Coleus nepetifolius (Baker) A.J.Paton
216. Coleus niamniamensis (Gürke) A.J.Paton
217. Coleus nigericus (Alston) A.J.Paton
218. Coleus nitidus (P.I.Forst.) P.I.Forst.
219. Coleus niveus (Hiern) A.J.Paton
220. Coleus nyikensis Baker
221. Coleus omissus (P.I.Forst.) P.I.Forst.
222. Coleus orthodontus (Gürke) A.J.Paton
223. Coleus otostegioides (Gürke) A.J.Paton
224. Coleus pallidus (Wall.) A.J.Paton
225. Coleus paniculatus Benth.
226. Coleus parishii (Hook.f.) A.J.Paton
227. Coleus parvicalyx (A.J.Paton) A.J.Paton
228. Coleus parvifolius (Baker) Meerts & A.J.Paton; opisana (2024)
229. Coleus penicillatus (A.J.Paton) A.J.Paton
230. Coleus pengbelensis Meerts & A.J.Paton
231. Coleus pentheri Gürke ex Zahlbr.
232. Coleus perrieri (Hedge) A.J.Paton & Phillipson
233. Coleus persoonii Benth.
234. Coleus petiolatissimus Briq.
235. Coleus petraeus (Backer ex Adelb.) A.J.Paton
236. Coleus petricola (J.Mathew & B.J.Conn) A.J.Paton
237. Coleus phulangkaensis (Suddee, Suphuntee & Saengrit) Suddee
238. Coleus piscatorum Meerts & A.J.Paton
239. Coleus plantagineus (Hook.f.) A.J.Paton
240. Coleus platyphyllus (A.J.Paton) A.J.Paton
241. Coleus pobeguinii Hutch. & Dalziel
242. Coleus polystachyus (Benth.) A.J.Paton
243. Coleus porcatus (van Jaarsv. & P.J.D.Winter) A.J.Paton
244. Coleus porphyranthus (T.J.Edwards & N.R.Crouch) A.J.Paton
245. Coleus prittwitzii (Perkins) A.J.Paton
246. Coleus prostratus (Gürke) A.J.Paton
247. Coleus psammophilus (Codd) A.J.Paton
248. Coleus pseudoschizophyllus Meerts & A.J.Paton; opisana 2024.
249. Coleus pseudospeciosus (Buscal. & Muschl.) A.J.Paton
250. Coleus pulchellus (P.I.Forst.) P.I.Forst.
251. Coleus rafidahiae Kiew
252. Coleus recurvata (Ryding) A.J.Paton
253. Coleus repens Gürke
254. Coleus reticulatus A.Chev.
255. Coleus rhodesianus (N.E.Br.) A.J.Paton
256. Coleus robustus (Hook.f.) A.J.Paton
257. Coleus rotundifolius (Poir.) A.Chev. & Perrot
258. Coleus ruandensis (De Wild.) A.J.Paton
259. Coleus ruiziziensis Meerts & A.J.Paton
260. Coleus rutenbergianus (Vatke) A.J.Paton & Phillipson
261. Coleus sahyadricus (Smitha & Sunojk.) Smitha
262. Coleus sallyae (A.J.Paton) A.J.Paton
263. Coleus sanguineus (Britten) A.J.Paton
264. Coleus saxorum (J.Mathew, Yohannan & B.J.Conn) Smitha
265. Coleus scaber (Benth.) A.J.Paton
266. Coleus scandens Gürke ex Engl.
267. Coleus scebeli Chiov.
268. Coleus schizophyllus (Baker) A.J.Paton
269. Coleus schliebenii (Mildr.) A.J.Paton
270. Coleus scruposus A.J.Paton
271. Coleus scutellarioides (L.) Benth.
272. Coleus seretii De Wild.
273. Coleus serracafemaensis van Jaarsv. & Swanepoel; opisana 2024.
274. Coleus sessilifolius (A.J.Paton) A.J.Paton
275. Coleus shirensis Gürke
276. Coleus shoolamudianus (Sunil & Naveen Kum.) Smitha & A.J.Paton
277. Coleus socotranus (A.R.Sm.) A.J.Paton
278. Coleus sphaerocephalus (Baker) A.J.Paton
279. Coleus splendens (P.I.Forst.) P.I.Forst.
280. Coleus splendidus A.Chev.
281. Coleus stachyoides (Oliv.) E.A.Bruce
282. Coleus steenisii (H.Keng) A.J.Paton
283. Coleus stenostachys (Baker) A.J.Paton & Phillipson
284. Coleus strictipes (G.Taylor) A.J.Paton
285. Coleus strobilifer (Roxb.) A.J.Paton
286. Coleus stuhlmannii (Gürke) A.J.Paton
287. Coleus suaveolens (S.T.Blake) P.I.Forst. & T.C.Wilson
288. Coleus subspicatus Walp.
289. Coleus succulentus Pax
290. Coleus suffruticosus (Wight) A.J.Paton
291. Coleus sylvestris (Gürke) A.J.Paton & Phillipson
292. Coleus tenuicaulis Hook.f.
293. Coleus tetradenifolius (A.J.Paton) A.J.Paton
294. Coleus tetragonus (Gürke) Robyns & Lebrun
295. Coleus thalassoscopicus (P.I.Forst.) P.I.Forst.
296. Coleus thyrsoideus Baker
297. Coleus togoensis (Perkins) A.J.Paton
298. Coleus tomentifolius (Suddee) Suddee
299. Coleus torrenticola (P.I.Forst.) P.I.Forst.
300. Coleus triangularis (A.J.Paton) A.J.Paton
301. Coleus trullatus (A.J.Paton) A.J.Paton
302. Coleus umbrosus Vatke
303. Coleus unguentarius (Codd) A.J.Paton
304. Coleus urticifolius Benth.
305. Coleus velutinus (Trimen) A.J.Paton
306. Coleus venteri (van Jaarsv. & L.Hankey) A.J.Paton
307. Coleus ventosus (P.I.Forst.) P.I.Forst.
308. Coleus venustus (P.I.Forst.) P.I.Forst.
309. Coleus verticillatus (Baker) A.J.Paton
310. Coleus vettiveroides Jacob
311. Coleus veyretiae (Guillaumet & A.Cornet) A.J.Paton & Phillipson
312. Coleus villosus (Forssk.) A.J.Paton
313. Coleus wallamanensis (T.C.Wilson & P.I.Forst.) T.C.Wilson & P.I.Forst.
314. Coleus welwitschii Briq.
315. Coleus xanthanthus C.Y.Wu & Y.C.Huang
316. Coleus xerophilus (Codd) A.J.Paton
317. Coleus xylopodus (Lukhoba & A.J.Paton) A.J.Paton
318. Coleus yemenensis A.J.Paton
319. Coleus zigzag Meerts & A.J.Paton; opisana 2024.
320. Coleus zombensis (Baker) Mwany.